# Canton d'Anse-Bertrand
Le canton de Anse-Bertrand est une ancienne division administrative française, située dans le département de la Guadeloupe et la région Guadeloupe.

## Composition
Le canton de Anse-Bertrand comprenait 2 communes :
- Anse-Bertrand : 5 027 habitants (chef-lieu de canton)
- Port-Louis : 5 573 habitants

## Administration
| Période | Période | Identité          | Étiquette     | Qualité                                                                      |
| ------- | ------- | ----------------- | ------------- | ---------------------------------------------------------------------------- |
| 1955    | 1967    | Fernand Balin     | Rad.          | Maire d'Anse-Bertrand (1953-1965)                                            |
| 1967    | 1992    | Charles Edwige    | PCG           | Cadre à la Sécurité sociale Maire de Port-Louis (1965-1995)                  |
| 1992    | 1998    | Jean Barfleur     | UPLG          | Médecin Maire de Port-Louis (1995-2014)                                      |
| 1998    | 2004    | Alfred Dona-Érié  | UPLG puis DVD | Professeur de mathématiques Maire d'Anse-Bertrand (1995-2001 puis 2006-2014) |
| 2004    | 2015    | Jean-Marie Hubert | UPLG          |                                                                              |